# Bonnier (éditeur)
Pour les articles homonymes, voir Bonnier.
Ne doit pas être confondu avec Éditions Érick Bonnier.
Le groupe Bonnier AB, est une multinationale suédoise multimédia, comprenant des maisons d'édition, des périodiques, des outils pédagogiques, des maisons de productions radio- et télévisuelles, et présent à travers 17 pays. Il est contrôlé majoritairement par la famille Bonnier. La société a été fondée en 1804 par Gerhard Bonnier dans la ville de Copenhague. 

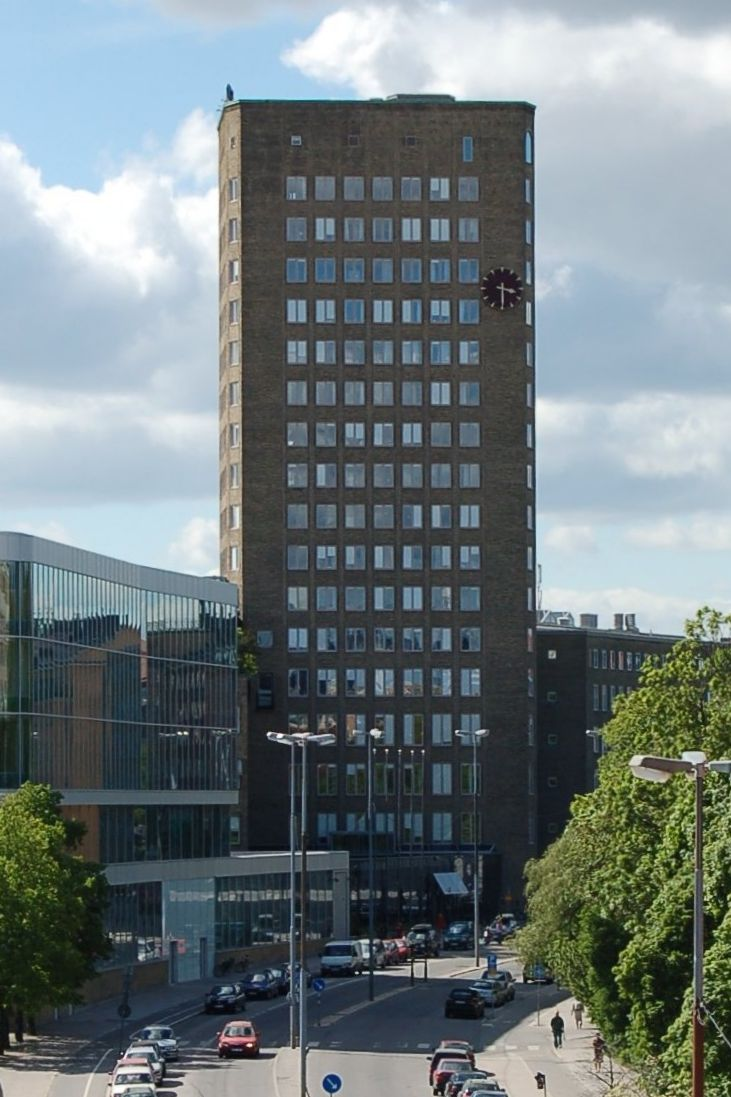
Bureaux de Bonnier à Stockholm.

Le groupe Bonnier AB comprend 175 sociétés réparties dans le monde entier, avec un chiffre d'affaires en 2013 de plus de 650 millions d'euros (4,097 milliards de couronnes). Outre l'édition, le groupe s'est diversifié dans la presse magazines et quotidiens, la télévision, la radio et la production cinématographique.

## Histoire
En 1984, Bonnier rachète les studios Svensk Filmindustri.
Le 11 septembre 2017, Bonnier Publishing UK et Disney Publishing signent un contrat pour l'édition de titres basés sur les franchises Disney au Royaume-Uni à partir de l'automne 2017.

## Filiales
- Ullstein Verlag (Berlin)
  - Marques : Ullstein, Claassen, Econ, List, Marion von Schröder et Propyläen
- Wahlström & Widstrand